# 王秀梅 (1939年)
王秀梅（1939年3月—），女，蒙古族，内蒙古人，中华人民共和国政治人物，曾任内蒙古自治区妇女联合会主任、党组书记，内蒙古自治区人大常委会副主任。